# Karanggetas (Pituruh)
Karanggetas is een bestuurslaag in het regentschap Purworejo van de provincie Midden-Java, Indonesië. Karanggetas telt 750 inwoners (volkstelling 2010).